# Pedro del Solar Cárdenas
Pedro Grimaldo del Solar Cárdenas (Lima, 11 de octubre de 1856 - Ibidem, 13 de mayo de 1937) fue un político peruano.

## Biografía
Nació en Lima el 11 de octubre de 1856. Hijo de Pedro Alejandrino del Solar y María del Rosario Cárdenas Carrillo. Su padre fue Presidente del Consejo de Ministros del gobierno de Andrés Avelino Cáceres entre 1886 y 1887. 
Se casó en 1887 con Zoila Rosa Pastor Caballero de quien enviudó sin tener hijos. En segundas nupcias se casó con Julia Buckley Estenós con quien tuvo cuatro hijos: Grimaldo, Benjamín, Carlos y Mary. Su familia era hacendada en la actual provincia de Huaral. 
Fue el segundo Alcalde del distrito de Huaral entre el 8 de junio de 1895 al 20 de marzo de 1896.

### Diputado
Fue elegido diputado por la provincia de Castrovirreyna entre 1886 y 1894. Luego, fue elegido diputado por la provincia de Canta en 1907 durante los primeros gobiernos de José Pardo y Barreda y Augusto B. Leguía en la República Aristocrática. Fue reelegido en 1913 durante los gobiernos de Augusto B. Leguía, Guillermo Billinghurst, Oscar R. Benavides y el segundo de José Pardo y Barreda.